# Katie Lou Samuelson
Pour les articles homonymes, voir Samuelson.
Katie Lou Samuelson, née le 13 juin 1997 à Fullerton, en Californie aux États-Unis, est une joueuse américaine de basket-ball.

## NCAA
Elle est née à Fullerton. Son frère Jon a joué à Fullerton State puis de manière professionnelle en Europe. Sa mère jouait au netball. Elle a deux sœurs aînées, qui ont joué à Stanford, Bonnie et Karlie, cette dernière ayant joué en WNBA notamment aux Sparks de Los Angeles. Elle porte le numéro 33 par référence à Larry Bird,.
En 2016–2017, pour sa saison sophomore, elle débute les 37 rencontres avec 20,2 points par rencontre avec une adresse de 42.0 % à trois points. Ses 119 paniers primés sont le meilleur total historique des Huskies. Le 6 mars 2017, elle marque 40 points contre USF et établit un record NCAA avec 10 paniers primés inscrits sans échec.
Après Mater Dei, elle joue quatre années en NCAA avec les Huskies du Connecticut qui enregistrent une série de 74 succès pour une seule défaite sur les saisons 2016 où l'Université remporte le championnat, et 2017 où elle est éliminée au Final Four,.

## WNBA
Elle est sélectionnée en 4e position de la draft WNBA 2019 par le Sky de Chicago.

## À l'étranger
Elle signe son premier contrat professionnel à l'étranger en France en mai 2019 avec les Flammes Carolo où le manager général Olivier Veyrat la décrit ainsi : « Katie Lou est capable de créer son propre shoot mais également de créer pour les autres. Elle utilise parfaitement sa grande taille qui est souvent un atout pour son poste de jeu. Plus qu'une simple shooteuse, c'est avant tout une joueuse qui sait se mettre au service du collectif, avec notamment une vraie qualité de passe ».

## Équipe nationale
Elle est membre de l'équipe nationale américaine qui remporte le Championnat des Amériques U16 en 2013 et le Championnat du monde U17 en 2014.
Elle est membre de l'équipe américaine de basket-ball à trois qui obtient sa qualification pour les Jeux olympiques de Tokyo, mais doit déclarer forfait quelques jours avant la compétition car positive au Covid-19.

### Statistiques NCAA
| Saison    | Équipe      | Matchs | Titul. | Min./m | % Tir | % 3pts | % LF | Rbds/m. | Pass/m. | Int/m. | Ctr/m. | Pts/m. |
| --------- | ----------- | ------ | ------ | ------ | ----- | ------ | ---- | ------- | ------- | ------ | ------ | ------ |
| 2015–2016 | Connecticut | 37     | 22     | 23.5   | .493  | .394   | .837 | 3.4     | 2.2     | 1.0    | 0.2    | 11.0   |
| 2016–2017 | Connecticut | 37     | 37     | 32.1   | .486  | .420   | .840 | 3.9     | 3.2     | 1.5    | 0.3    | 20.2   |
| 2017–2018 | Connecticut | 32     | 32     | 29.7   | .530  | .475   | .835 | 4.5     | 3.8     | 1.2    | 0.2    | 17.4   |
| 2018–2019 | Connecticut |        |        |        |       |        |      |         |         |        |        |        |
| Carrière  |             | 106    | 91     | 28.4   | .501  | .429   | .838 | 3.9     | 3.0     | 1.2    | 0.2    | 16.2   |

## Palmarès
- Championne NCAA 2016
- Médaille d'or U16 2013[5]
- Médaille d'or U17 2014[5]
- Médaille d'or aux Jeux olympiques de la jeunesse 2014[5]
- Médaille d'or au championnat des Amériques U18 2013 en 3x3[5]
- Médaille d'or au championnat du monde U18 2013 en 3x3[5]

## Distinctions personnelles
- Meilleure joueuse de l'American Athletic Conference (2017 ex æquo, 2018)
- Meilleure cinq de l'ACC (2017, 2018, 2019)[6]
- Meilleure joueuse du tournoi de l'American Athletic Conference (2017)
- Meilleure cinq des freshmen de l'American Athletic Conference (2016)
- Gatorade National Player of the Year (2015)
- Meilleur cinq du championnat du monde U17 2014[5]